# USPEE Sentinels
USPEE Sentinels este un club de fotbal american din Chișinău, Republica Moldova.